# Machida (Tokio)
Machida (町田市 Machida-shi?) es una ciudad ubicada en Tokio Occidental, la parte occidental de la Metrópolis de Tokio, Japón.  Se ubica a 30 kilómetros al suroeste del Gran Tokio y a 20 kilómetros de Yokohama. Se conecta con Tokio por medio de la Línea Odakyu
y con Yokohama por la Línea Yokohama. Pertenece al grupo de ciudades que conforma la zona conocida como Tokio Occidental, que alberga los hogares de varios trabajadores de Tokio.
Limita con la Prefectura de Kanagawa. Es una ciudad industrial y comercial que se dedica principalmente a la venta de materiales para la fabricación de máquinas y diversas tecnologías.

## Historia
Fue fundada el 1 de febrero de 1958 tras la unión de Hara-Machida con otras 3 poblaciones. Hara-Machida fue un lugar dedicado a la venta de seda principalmente en la Era Meiji. Prosperó mucho cuando se abrieron las vías férreas a Yokohama en 1908.

## Demografía
En 2008, la población aproximada en Machida asciende a 414.508 personas y la densidad de población es 5772.10. En 2002 el número aproximado de residentes extranjeros era de 3.759.

## Gobierno

### Alcaldes
1. Tokichiro Aoyama 1958 – 1970
2. Katsumasa Oshita 1970 – 1990
3. Kazuo Terada 1990 – 2006
4. Joichi Ishizaka 2006 – 2010

## Educación
En Machida hay varios colegios de educación pública, entre ellos están el colegio Machida, el colegio Yamasaki y el colegio Ogawa. A estos colegios asisten estudiantes de entre 6 y 15 años. La educación preescolar en Machida únicamente se imparte en instituciones privadas. En cuanto a las educación superior, Machida cuenta con la Universidad Obirin, una universidad privada ligada a la Universidad Oberlin, en Ohio, y a la Universidad de Farmacia Showa en cuyo recinto se alberga el Jardín de Plantas Medicinales de la Universidad de Farmacia Showa.

## Sitios de Recreación

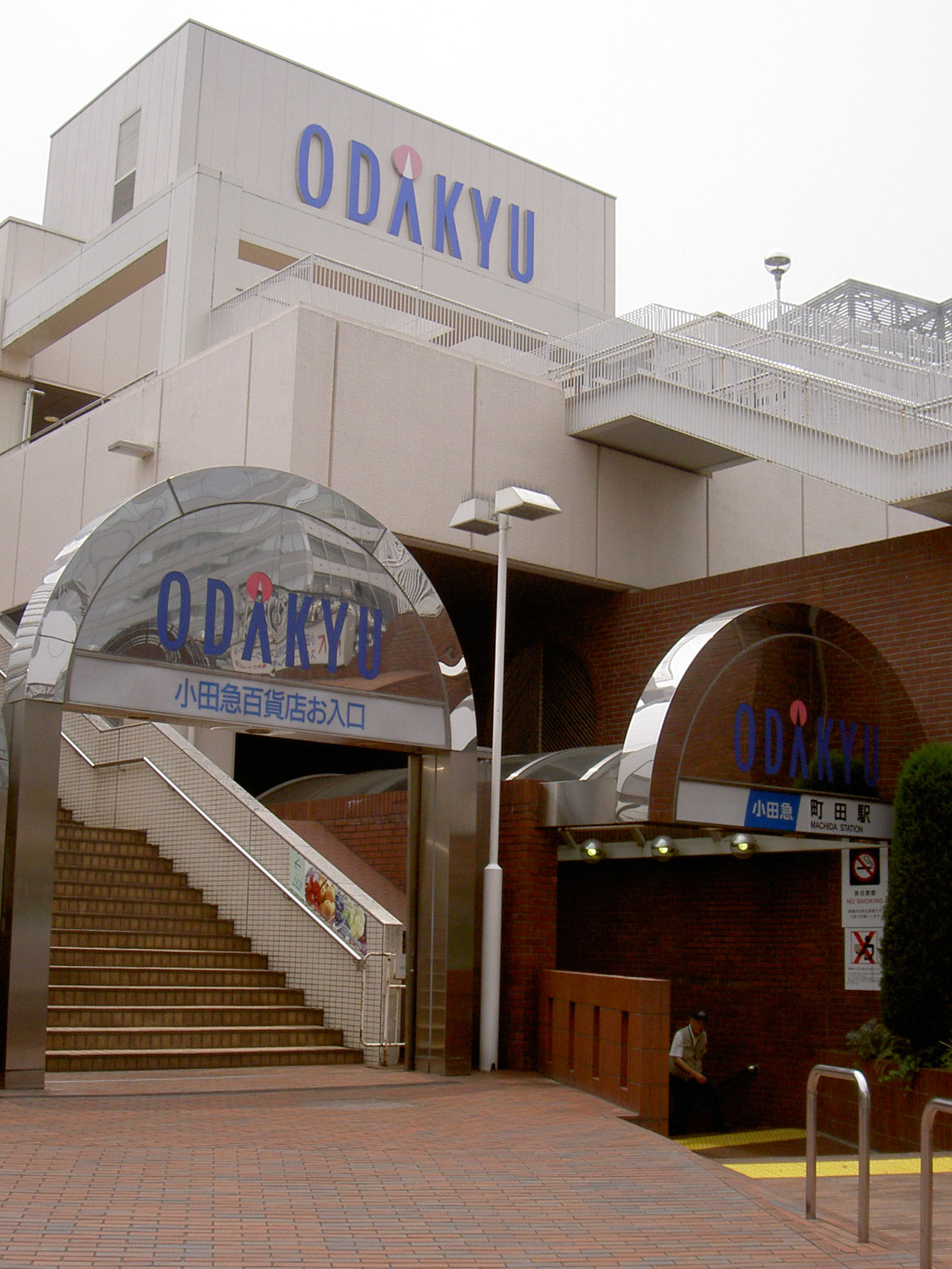
Estación Machida, Línea Odakyu.

- Parque Ardilla ( リス園 Risu Kōen?)[5]
- Parque Serigaya  ( 芹が谷公園   Serigaya Kōen?)
- Parque Yakushi-ike  ( 薬師池公園    Yakushi-ike Kōen?)
- Parque Noduta  ( 野津田公園    Noduta Kōen?)

## Centros Culturales

### Museos
- Museo de la Ciudad
- Museo de los Movimientos Democráticos
- Museo de Arqueología
- Museo de Artes gráficas de la Ciudad de Machida[6]

### Bibliotecas
Existen varias bibliotecas en Machida. Seis de ellas son del municipio: La Biblioteca Central, la Biblioteca Salvia, la Biblioteca Tsurukawa, la Biblioteca Kanamori, la Biblioteca Kiso Yamasaki y la Biblioteca Sakai. La más importante es la Biblioteca Central. De acuerdo con el gobierno de la ciudad, una de las ventajas de esta biblioteca para el mundo occidental es que posee una sección dedicada a libros provienentes de occidente, en idiomas como el inglés, conformada por aproximadamente 4000 volúmenes.
La ciudad Machida tiene un acuerdo con la ciudad Sagamihara en el que se permite a sus habitantes usar los libros de cualquier biblioteca municipal de estas ciudades.

Universidad Obirin.